# Мизантроп (пьеса)
«Мизантро́п» (фр. Le Misanthrope ou l'Atrabilaire amoureux) — пятиактная театральная комедия в стихах французского драматурга Мольера, поставленная в театре Пале-Рояль 4 июня 1666 года. На создание пьесы автора вдохновила комедия Менандра «Брюзга».

## История пьесы

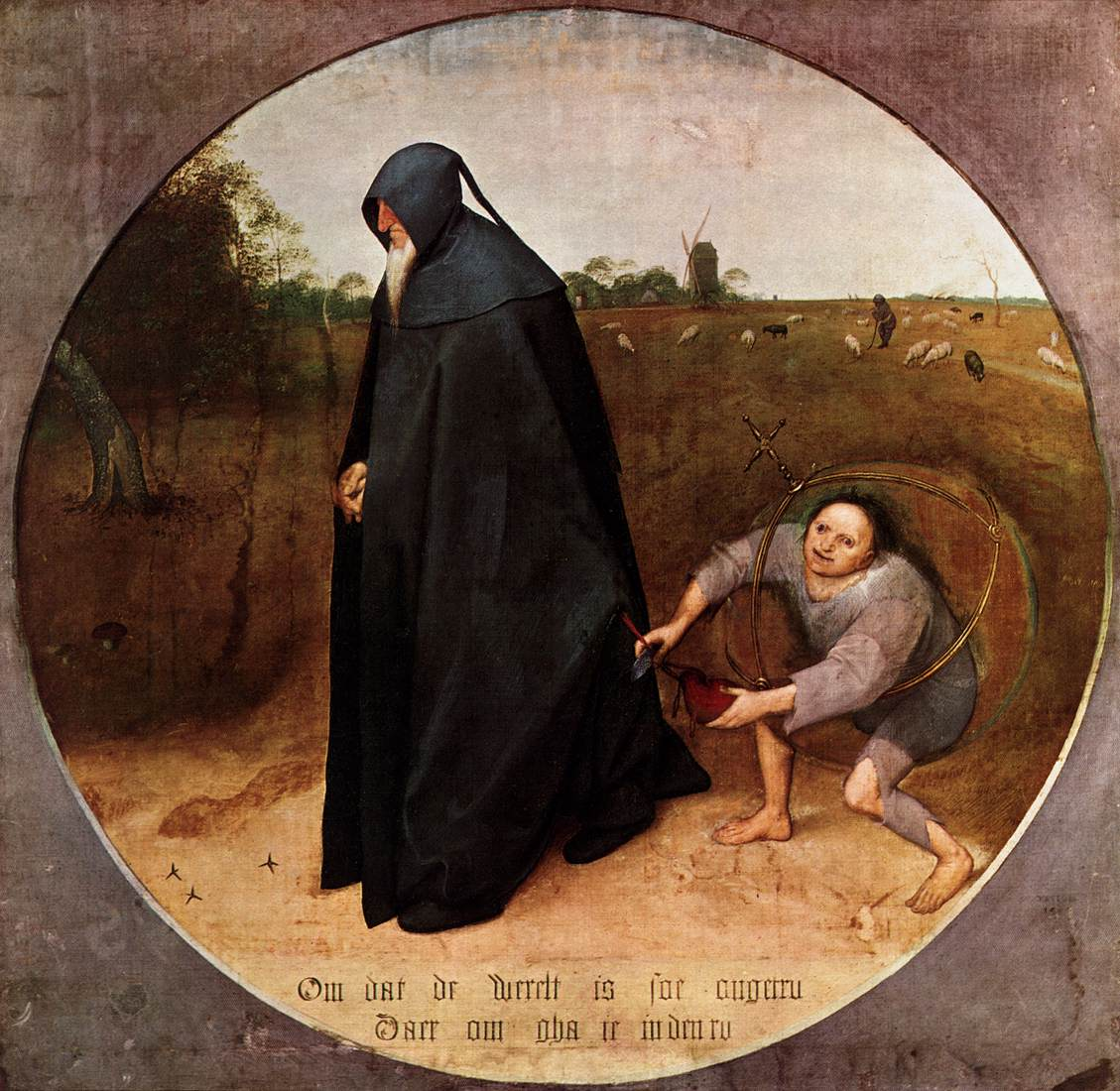
«Мизантроп», Питер Брейгель Старший, 1568 год

Первое представление комедии было дано в Париже на сцене театра Пале-Рояль 4 июня 1666 года. Роль Альцеста исполнял сам Мольер.
Комедия была впервые напечатана в 1667 году («Le Misanthrope», ed. J. Ribou, 1667).